# Marvin (Le Guide du voyageur galactique)
Pour les articles homonymes, voir Marvin.
Marvin est un personnage de fiction issu de la série de livres Le Guide du voyageur galactique écrits par Douglas Adams.

## Personnalité
Marvin est un robot doté d'un processeur si puissant, qu'un cerveau biologique, pour déployer une puissance de calcul équivalente, devrait mesurer la taille d'une planète. Tout aurait pu être parfait, mais il est doté du PPA (Profil de personnalité authentique), ce qui le rend capable d'avoir des émotions plus humaines. C'est ce qui lui cause des problèmes : Marvin en est devenu dépressif, paranoïde et, par conséquent, un peu agaçant pour les autres personnages. Radiohead fait référence à Marvin par le titre de la chanson Paranoid Android.

## Biographie
Dans l'histoire, il a été conçu par la Compagnie Cybernétique de Sirius, une entreprise dont les produits sont souvent peu fonctionnels et capricieux (Allègres Transports Verticaux, Nutri-matic). La « personnalité authentique » qu'il reçut a fait de lui un androïde maniaco-dépressif aux idées suicidaires. Marvin fut installé comme laquais dans le vaisseau Cœur en Or, aux ordres de Zaphod Beeblebrox, président galactique.
Marvin accompagnait Zaphod Beeblebrox dans le bureaux du Guide après leur soudaine apparition sur Bêta de la Petite Ours, quand le gouvernement galactique les fit arrêter et conduire sur la planète Frogstar-B, où l'ex-président devait être placé dans le Vortex à perspective totale. Il patienta plusieurs milliards d'années avant que Milliways s'implante sur cette planète (Le Dernier Restaurant avant la fin du monde), et qu'il soit embauché pour garer des vaisseaux. Il passa quelque temps sur Sqornshellous Zeta, puis fut enlevé par des robots blancs de Krikket. Après tout cela, Marvin fut trouvé presque mort par Arthur et Fenchurch sur une petite planète. Ils l'amenèrent vers le dernier message de dieu à sa création, inscrit en lettre de feu sur une falaise : « Veuillez nous excuser pour ce désagrément ». Marvin mourut heureux.
Marvin inventa une berceuse :
« Le monde est allé se coucher. Tout repose, rien ne bouge. Mais pour moi pas d'obscurité, Rapport à mon œil infrarouge. Oh ! Que je déteste la nuit ! Ainsi couché jusqu'aux aurores, Je compte les moutons électriques. Jamais ne rêve l'androïde, Car dès qu'il entre en transe y s'tord. Oh ! Que je déteste la nuit ! »
Le robot de surveillance du nom de Colin (travaillant pour le Guide du voyageur galactique) est sûrement l'opposé total du robot Marvin (ayant perdu sa puce de restriction du bonheur grâce à Ford Prefect, il est toujours dans un état extatique).

## Anecdotes
Marvin a, à plusieurs reprises, aidé les héros dans leurs péripéties, notamment en tuant deux policiers : il a en effet provoqué le suicide de l'ordinateur du vaisseau spatial qui maintenait en vie ces deux policiers, en lui exposant sa vision de la vie et de l'existence...

## Citations
« La vie... ne me parlez pas de la vie. »
Il s'agit d'une des premières phrases que prononce le robot lorsqu'il apparaît dans le livre. Cette phrase est désormais culte.
« Je suis approximativement trente milliards de fois plus intelligent que toi »
Discours de Marvin à un matelas parlant de la planète Sqornshellous Bêta.
« Je dois dire que cette jeune fille se révèle l'une des moins inintelligentes des créatures organiques qu'il m'ait été malheureusement donné d'avoir le profond manque de plaisir de ne pouvoir éviter de rencontrer. »
Remarque de Marvin à Zaphod Beeblebrox au sujet de Trillian.
« J'ai un million d'idées, mais elles mènent toutes à une mort certaine. »,
proclame l'androïde alors que le vaisseau Cœur en Or est sur le point d'entrer en collision avec deux missiles nucléaires.
« Je crois ... Que ça me fait plaisir »
Dernières paroles prononcées par Marvin, alors qu'il vient de lire le dernier message de Dieu à sa création et qu'il est sur le point de s'éteindre, au terme de sa vie longue de 37,5 fois l'âge de l'Univers. 